# Amygdalella
Amygdalella is een geslacht van uitgestorven kreeftachtigen uit de klasse van de Ostracoda (mosselkreeftjes).

## Soorten
- Amygdalella activa Abushik, 1990 †
- Amygdalella asylon Schallreuter, 1986 †
- Amygdalella centromaculata Schallreuter, 1995 †
- Amygdalella comma Schallreuter, 1987 †
- Amygdalella nasuta Martinsson, 1964 †
- Amygdalella paadlaensis Sarv, 1968 †
- Amygdalella subclusa Martinsson, 1957 †